# Caridina gueryi
Caridina gueryi е вид десетоного от семейство Atyidae.

## Разпространение и местообитание
Видът е разпространен във Вануату.
Обитава сладководни басейни и реки.